# Euryphymus tuberculatus
Euryphymus tuberculatus is een rechtvleugelig insect uit de familie veldsprinkhanen (Acrididae). De wetenschappelijke naam van deze soort is voor het eerst geldig gepubliceerd in 1898 door Martínez y Fernández-Castillo.